# Bandahalli, Sidlaghatta
Bandahalli là một làng thuộc tehsil Sidlaghatta, huyện Kolar, bang Karnataka, Ấn Độ.